# Baarle-Hertog
Baarle-Hertog (franceză Baerle-Duc) este o comună din regiunea Flandra din Belgia. Comuna este jumătatea belgiană a localității Baarle, cealaltă jumătate a localităii fiind o comună olandeză, Baarle-Nassau. Localitatea Baarle este faimoasă datorită frontierei complexe dintre cele două comune. 
Suprafața totală a comunei este de 7,48 km². La 1 ianuarie 2008 comuna avea 2.385 locuitori. 
Baarle-Hertog se învecinează cu comunele Hoogstraten, Merksplas, Turnhout din Belgia și cu comuna olandeză Baarle-Nassau.

## Istoric
Comuna Baarle-Hertog posedă un teritoriu deosebit de fragmentat. În urma tratativelor pentru stabilirea frontierei dintre Belgia și Țările de Jos în 1843 cele două părți nu au reușit să se pună de acord asupra frontierei în această zonă. Astfel Tratatul de la Maastricht din 1843 ce definete această frontieră nu conține prevederi referitoare la traseul frontierei între bornele 214 și 215. Aceasta depinde datele din Registrul Cadastral întocmit în 1841, care permite definirea naționalității fiecarei parcele în funcție de istoricul tranzacțiilor dintre Seniorul de Breda și Ducele de Brabant. Această situație corespunde aproximativ cu repartiția terenurilor în anul 1198. Se obțin astfel 30 de enclave: 22 enclave belgiene în Olanda și 8 enclave olandeze în Belgia. Traseul forntierei între bornele 214 și 215 nu a fost determinat oficial decât în 26 aprilie 1974 în urma unui acord dintre cele două state semnat la Turnhout. În urma unei remăsurări a frontierei în 1995 a fost descoperită o nouă parcelă la sud de Ulicoten ce a fost atribuită Belgiei.
În prezent, comuna Baarle-Hertog este formată din:
- 16 enclave în centrul localității Baarle, la câțiva kilometri la nord de principala frontieră belgo-olandeză;
- 6 alte enclave situate la sud, sud-vest și vest de localitatea Baarle, între centrul localității și frontieră;
- un teritoriu continuu cu restul teritoriului belgian, format din 4 fragmente distincte repartizate de-a lungul frontierei. Unul dintre acestea conține satul Zondereigen.

Cele 8 enclave olandeze sunt situate astfel: 7 enclave în interiorul enclavelor belgiene din localitatea Baarle și o enclavă suplilmentară în satul Zondereigen.
Dimensiunea enclavelor variează. Unele sunt doar de câteva zeci de m². În localitatea Baarle nu este neobișnuit ca frontiera să traverseze un imobil. Statul de care aparține acesta este determinat de poziția ușii, în trecut în multe cazuri aceasta fiind deplasată în funcție de regimul fiscal din fiecare țară. Cu toate acestea, există o casă care are ușa situată pe frontieră, aceasta având adrese din fiecare țară.
Este de remarcat existența unui punct în care se intersectează 4 linii frontaliere, între enclavele H1 și H2. Nu mai există decât 2 astfel de puncte în lume.